# 鲁杰罗·里奇
鲁杰罗·里奇（英語：Ruggiero Ricci，1918年7月24日—2012年8月6日），美國小提琴演奏家，以詮釋帕格尼尼作品而聞名，曾多次灌錄《廿四首隨想曲》。

## 生平
里奇出生於加州圣布鲁诺，義大利移民之後。小提琴由其父啟蒙，七歲時與路易斯·珀辛格、伊莉莎白·雷基（Elizabeth Lackey）學習。珀辛格後來成為里奇固定的鋼琴合作。
1928年，十歲的里奇在舊金山第一次公開演奏，以维尼亚夫斯基、维厄当等炫技作品為曲目，從而被視為演奏神童。十一歲時，他與樂團合作演出门德尔松小提琴协奏曲，不久後在卡内基厅登台，大獲好評。

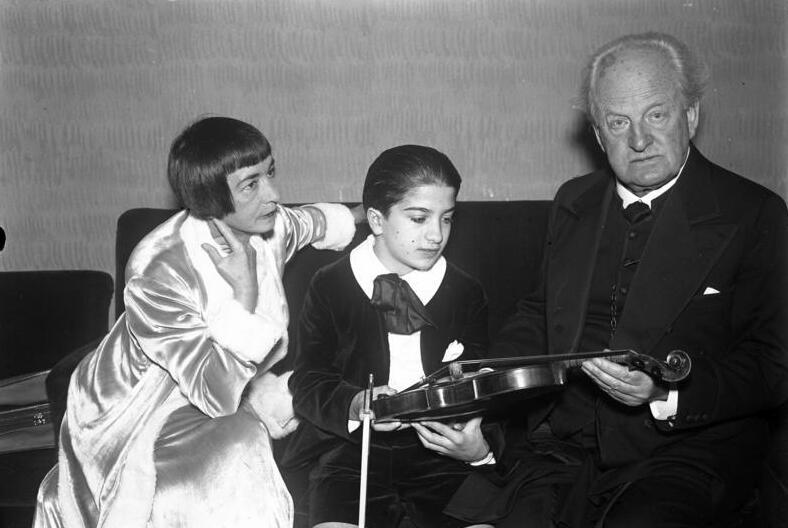
里奇（居中者）與作家格哈特·霍普特曼，1932年

三〇年代，里奇在柏林同格奧爾格·庫倫坎普夫習琴，在此習得了阿道夫·布什以降的德國學派傳統。此外，他也向米歇尔·皮阿斯特罗（Mishel Piastro）、保羅·斯塔謝維奇（Paul Stassevich）學習。
二戰期間，他在美國陸軍服役（1942–45年），專責康樂活動。
1947年，里奇完成了帕格尼尼《廿四首隨想曲》（作品1）原始版本的錄音，史上首見。此後，除了多次錄製《廿四首隨想曲》之外，亦發掘了許多19世紀的作品，並以自己的演奏提升它們的能見度。1964年，與美國交響樂團合作，於林肯中心演出15首經典的協奏曲。
在長達70年的演奏生涯中，里奇演出的場次超過6,000，其巡迴足跡遍達65國，擁有逾五百張專輯，與各主要唱片廠家皆有合作。里奇是許多當代作品的首演者，包括艾能、費爾霍夫、希纳斯特拉等人的協奏曲。他亦是一位教育家，任教於印第安纳大学、茱莉亞學院、密歇根大学、萨尔茨堡莫扎特大学等校。課外，於美、歐等地講學，開設演奏大師班等。著有教材《左手技術》一書（Left Hand Technique，席爾默公司出版）。
里奇於2012年8月因心臟衰竭於加州棕櫚泉家中逝世，享年94。

## 個人生活

### 家庭
里奇原名伍德罗·威尔逊·里奇（Woodrow Wilson Rich），以紀念美國第28任總統伍德罗·威尔逊。他的弟弟乔治·里奇是一位大提琴家，原名乔治·华盛顿·里奇（George Washington Rich）則是紀念美國開國元勳乔治·华盛顿。他的妹妹艾瑪則是大都會歌劇院的小提琴手。

## 外部連結
- 鲁杰罗·里奇的Discogs页面（英文）
- 鲁杰罗·里奇在互联网电影资料库（IMDb）上的資料（英文）
- 在Find a Grave上的鲁杰罗·里奇
- YouTube上的十二歲的里奇，演奏帕格尼尼《鐘》（La campanella，第2號小提琴協奏曲第3樂章）